# Kevin Zegers
Kevin Joseph Zegers (* 19. září 1984 Woodstock, Kanada) je kanadský herec a model. Proslavil se rolemi Aleca Lightwooda ve filmu Mortal Instruments: Město z kostí, Jose Framma ve filmu Air Bud - Fotbalista, rolí Damiena Dalgaarda v seriálu Super drbna.

## Životopis
Zegers se narodil ve Woodstocku v Kanadě. Je synem Mary-Ellen, učitelky a Jima Zegerse. Má dvě sestry Kristu a Katie. Má nizozemské předky; jeho čtyři prarodiče pochází z Nizozemska. Navštěvoval St. Mary's Catholic High School ve Wodstocku.

## Kariéra
Poprvé se před kamerou objevil už v roce 1992, a to v seriálu Street Legal. O rok později pak dostal příležitost i ve filmu, když si zahrál malého Mikeyho ve filmu Život s Mikeym, který režíroval Michael J. Fox.
Proslavily jej především filmy, kde kromě něj v hlavní roli účinkovala zvířata. Nejznámější z nich jsou filmové serie o zlatém retrívrovi jménem Buddy, který v prvním díle hraje basketbal, ve druhém americký fotbal, ve třetím fotbal a ve čtvrtém baseball. Poslední dva snímky byly určeny už jen pro televizi. Zegers si také zahrál v roce 2000 ve filmu VIP: Velmi inteligentní primát se šimpanzem, který hrál lední hokej.
Hrál také v několika dalších filmech, ke kterým patří hororové snímky Pach krve a Úsvit mrtvých, či filmy jako Transamerika, Já jsem ty a ty jsi já nebo Frozen. Obsazován je také do seriálů a vidět jsme jej mohli například v seriálu Dr. House, Smallville, Super drbna nebo Traders.
Roli Aleca Lightowooda si zahrál ve filmu Mortal Instruments: Město z kostí. V roce 2016 hraje v seriálu Notorious, který vysílá stanice ABC.

## Osobní život
V srpnu 2013 se oženil s agentkou Jaime Feld. Dvojici se narodili v srpnu 2015 dvojčata: Zoë Madison a Blake Everleigh.

## Filmografie
| Rok  | Název                             | Role             | Poznámky |
| ---- | --------------------------------- | ---------------- | --- |
| 1993 | Život s Mikeym                    | Malý Mikey       | |
| 1994 | Šílenství                         | Kid              | |
| 1996 | Specimen                          | Bart             | |
| 1997 | Můj pes Buddy                     | Josh Framm       | Young Artist Award v kategorii Nejlepší herec ve filmu – mladý herec Nominace – YoungStar Award v kategorii Nejlepší mladý herec v komediálním filmu |
| 1998 | Shadow Builder                    | Chris Hatcher    | |
| 1998 | Můj pes Buddy 2                   | Josh Framm       | Nominace – Young Artist Award v kategorii Nejlepší herec ve filmu – mladý herec                                                                      |
| 1998 | Nico the Unicorn                  | Billy Hastings   | |
| 1999 | Ostrov pokladů                    | Jim Hawkins      | |
| 1999 | Four Days                         | Simon "Dítě"     | |
| 1999 | Komodo                            | Patrick Connally | |
| 2000 | The Acting Class                  | Lou Carpman      | |
| 2000 | Air Bud - Fotbalista              | Josh Framm       | |
| 2000 | VIP: Velmi inteligentí primát     | Steven Westover  | Nominace – Young Artist Award v kategorii Nejlepší herec ve filmu – mladý herec                                                                      |
| 2002 | Dostih pro Virginii               | Darrow Raines    | |
| 2002 | Buddy - hvězda baseballu          | Josh Framm       | |
| 2003 | Pach krve                         | Evan             | |
| 2003 | The Incredible Mrs. Richie        | Charlie          | |
| 2004 | Úsvit mrtvých                     | Terry            | |
| 2004 | The Hollow                        | Ian Cranston     | |
| 2004 | Ztracený domov                    | Rusty Murphy     | |
| 2005 | Transamerika                      | Toby             | Cena filmového festivalu v Cannes – Trophée Chopard                                                                                                  |
| 2006 | Zoom: Akademie pro superhrdiny    | Connor Shepard   | |
| 2006 | Já jsem ty a ty jsi já            | Woody Deane      | |
| 2007 | Láska podle předlohy              | Trey             | |
| 2007 | Normal                            | Jordie           | |
| 2007 | Tvář anděla                       | John Shipley     | |
| 2008 | Gardens of the Night              | Frank            | |
| 2008 | Narrows                           | Mike Manadoro    | |
| 2008 | Štvanec IRA                       | Sean             | |
| 2009 | The Perfect Age of Rock 'n' Roll  | Spyder           | |
| 2010 | Frozen                            | Dan              | |
| 2011 | Upíř                              | Simon            | |
| 2011 | Girl Walks into a Bar             | Billy            | |
| 2011 | Donucen ke zločinu                | Paul Dynan       | |
| 2013 | The Colony                        | Sam              | |
| 2013 | Mortal Instruments: Město z kostí | Alec Lightwood   | |
| 2013 | All the Wrong Reasons             | Simon Brunson    | |
| 2015 | The Curse of Downers Grove        | Chuck            | |
| 2016 | 478                               |                  | Filming |

| Rok        | Název                                        | Role                    | Poznámky |
| ---------- | -------------------------------------------- | ----------------------- | --- |
| 1992       | Street Legal                                 | Jeremy Morris           | Epizoda: "It's a Wise Child"                                                                                 |
| 1993       | Tales from the Cryptkeeper                   | 6X (hlas)               | Epizoda: "Grounds for Horror"                                                                                |
| 1994, 1996 | Kouzelný školní autobus                      | Caller (hlas)           | 2 epizody |
| 1994       | Free Willy                                   | Einstein (hlas)         | Epizoda: "Cry of the Dolphin"                                                                                |
| 1994       | Tales from the Cryptkeeper                   | Jeremy (hlas)           | Epizoda: "Uncle Harry's Horrible House of Horrors"                                                           |
| 1994       | Thicker Than Blood: The Larry McLinden Story | Larry (1954)            | TV film |
| 1995       | Cesta do Avonlea                             | Gordon Bradley          | Epizoda: "A Time to Every Purpose"                                                                           |
| 1995       | Akta X                                       | Kevin Kryder            | Epizoda: "Revelations"                                                                                       |
| 1995       | The Silence of Adultery                      | Steven Harlett          | TV film |
| 1996       | Husí kůže                                    | Noah Thompson           | Epizoda: "Let's Get Invisible!"                                                                              |
| 1996       | Vražda na stezce Iditarod Trail              | Matthew Arnold          | TV film |
| 1996–2000  | Traders                                      | Sean Blake              | Vedlejší role, 72 epizod                                                                                     |
| 1997       | Rose Hill                                    | Cole Clayborne – 13 let | TV film Nominace – Young Artist Award v kategorii Nejlepší mladý herec ve TV filmu                           |
| 1997       | A Call to Remember                           | Ben Tobias              | TV film Nominace – Young Artist Award v kategorii Nejlepší herec ve vedlejší roli – TV film/pilot/miniseriál |
| 1999       | Twice in a Lifetime                          | Mladý Flash Jericho     | Epizoda: "Blood Brothers"                                                                                    |
| 1999       | Pro strach uděláno                           | Ryan Ollman             | Epizoda: "Second Generation"                                                                                 |
| 1999       | Sesláno z nebe                               | Andy Bridges            | TV film |
| 2000       | Time Share                                   | Thomas Weiland          | TV film |
| 2000–01    | Titáni                                       | Ethan Benchley          | Hlavní role, 11 epizod                                                                                       |
| 2001       | Sex, lži a posedlosti                        | Josh Thomas             | TV film |
| 2002       | Fear of the Dark                             | Dale Billings           | TV film |
| 2003       | Smallville                                   | Seth Nelson             | Epizoda: "Magnetic"                                                                                          |
| 2004       | Dr. House                                    | Brandon Merrell         | Epizoda: "Occam's Razor"                                                                                     |
| 2005       | Felicity - příběh z války za nezávislost     | Benjamin "Ben" Davidson | TV film |
| 2009–11    | Super drbna                                  | Damien Dalgaard         | Vedlejší role, 10 epizod                                                                                     |
| 2012       | Titanic - krev a ocel                        | Mark Muir/Marcus Malone | Hlavní role, 12 epizod                                                                                       |
| 2014       | Gracepoint                                   | Owen Burke              | Hlavní role, 10 epizod                                                                                       |
| 2016       | Notorious                                    | Oscar Keaton            | |

| Rok  | Název          | Umělec     |
| ---- | -------------- | ---------- |
| 2010 | "The Big Bang" | Rock Mafia |